# موجیباکه

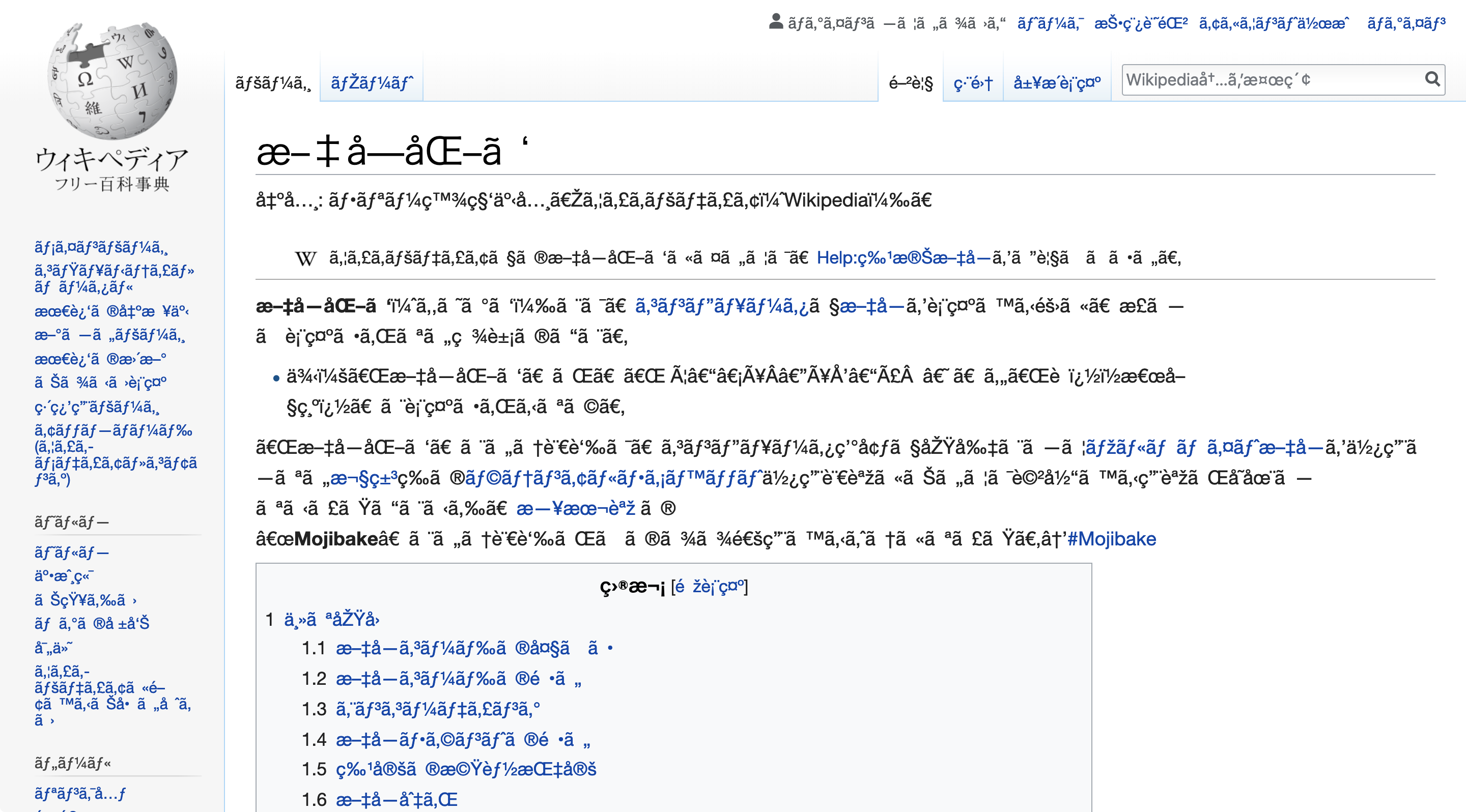
مقالهٔ ویکی‌پدیای ژاپنی در مورد موجیباکه که دارای کدبندی یوتی‌اف-۸ است، در حالی که با کدبندی ویندوز-۱۲۵۲ نمایش داده شده است.

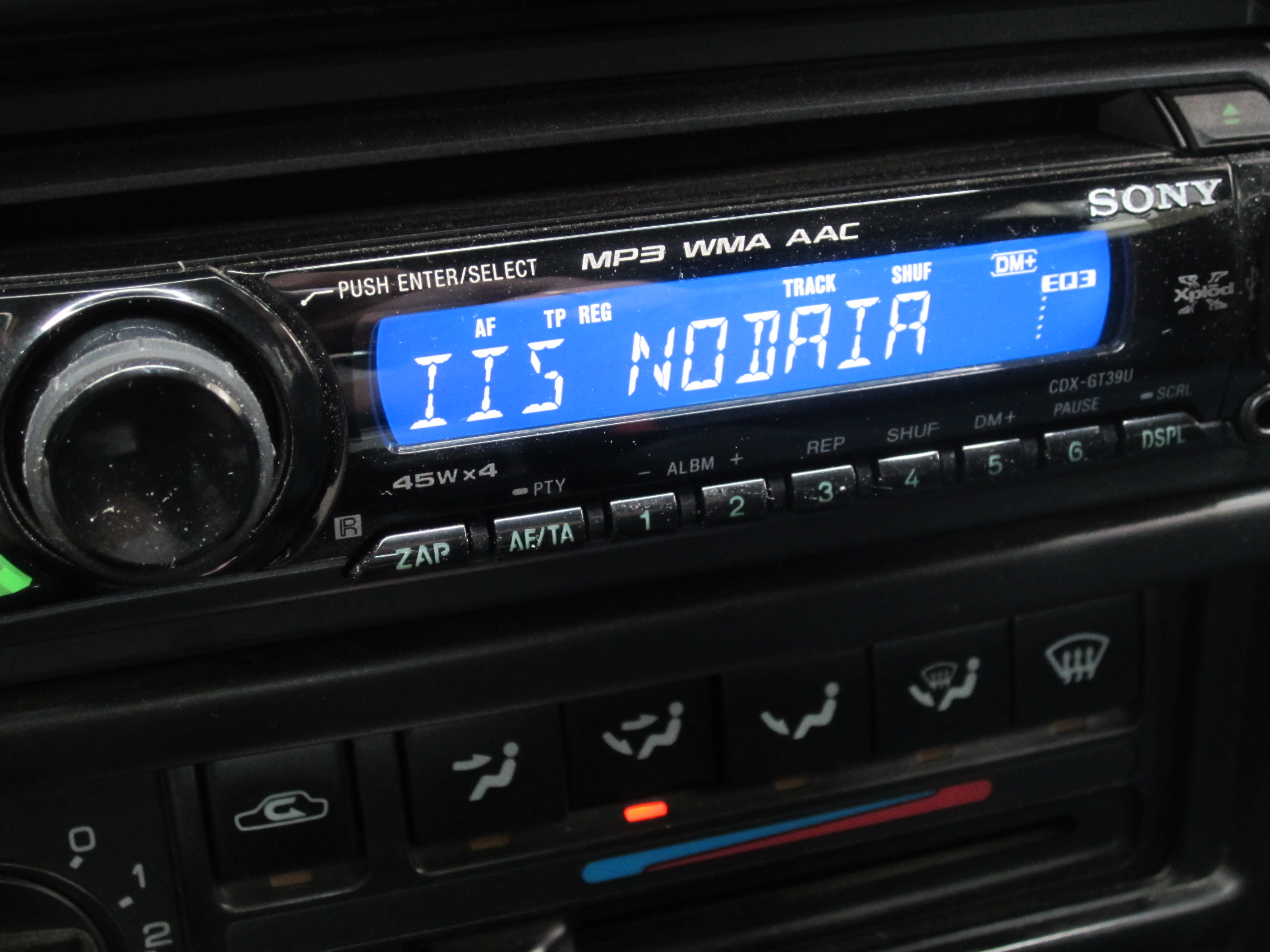
موجیباکهٔ تولیدشده بر اثر عنوان سیریلیک یک ترانه در دستگاه پخش صوت یک ماشین

موجیباکه (به ژاپنی: 文字化け) (با تلفظ: ‎IPA: [mod͡ʑibake]‎) اصطلاحی در بین‌المللی‌سازی و محلی‌سازی است و به حالتی گفته می‌شود که حروف یک متن، به علت استفاده نکردن از کدبندی نویسهٔ مناسب، به حروف شکسته و بدون مفهوم تبدیل می‌شوند. استفاده از یونی‌کد در هنگام طراحی‌ها می‌تواند تا حد زیادی به حل این مشکل کمک کند. برای پیش‌گیری از این وضعیت در صورتی که از یونی‌کد استفاده نمی‌شود، باید کدبندی صحیح را در کنار متن مشخص نمود.